# Крум Ацев
Крум Емилов Ацев е български китаист, преводач и поет.

## Биография
Роден е в София на 9 юни 1948 година. Завършва Английската гимназия в София (1967) и английска филология в Софийския държавен университет (1973) с дипломна работа на тема „Поезия и истина в „Уолдън“ на Х. Д. Торо“.
Като ученик участва в главната мъжка роля във филма „Началото на една ваканция“ (1966) на режисьора Зако Хеския.
По време на следването си прави специализация по китайски език и литература в университета на Лийдс, Англия (1972), и работи в екипа на журналиста Тома Томов в Българската телевизия. Печели конкурс за преводачи към Министерството на външните работи и специализира китайски език и литература в университет в Пекин, Китай (1974 – 1978). По това време работи към Българското посолство в Пекин, като следи и анализира английския и китайския печат. По-късно прави специализация по история на будистката култура в Института „Добогирин“ в Киото, Япония. След завръщането си продължава да се занимава с китайски език в Софийския университет, специализира в Прага. Един от основателите и редакторите на библиотеката за източна литература „Лотос“ на издателство „Народна култура“.
Преподава китайски език и култура в Нов български университет (1991 – 2003). През 1998 година основава и става директор на магистърската програма „Евроазиатска културология“ към департамент „Антропология“.
Работи като съставител, преводач и редактор на свободна практика за издателствата „Народна култура“ и „Кибеа“.
Самоубива се на 19 април 2005 година, скачайки от прозореца на блок.

## Творчество
Основните занимания на Ацев са свързани с изследвания и преводи на китайската, старокитайската и старояпонската поезия и проза, на философски трактати и на литературното творчество на чан/дзен будизма. Най-представителна книга за тенденциите на китайската литература и култура от края на 70-те и началото на 80-те години е сборникът с разкази „Опустошеният храм“ (1989), в чийто предговор Ацев подлага на съмнение релевантността на термините от западноевропейската традиция спрямо китайската естетика. Предговорът му към „Пълнолуние. Японски тристишия“ (1985) е първото критическо изследване за традиционното японско хайку. През 2006 година излиза последният, незавършен вариант на „Бели облаци: от древнокитайската поезия до японските тристишия хайку“, над този превод и съставителство той работи близо двадесет години, но не успява да го издаде приживе.
Първите му публикувани стихотворения, „Есенна импресия“ и „Откриване“, са отпечатани в списанието за ученици „Родна реч“ (1963). Още като ученик има публикации и във вестниците „Средношколско знаме“ и „Народна младеж“. След 1990 г. стихотворенията и преводите му са публикувани в „Литературен вестник“ и в списанията „Сезон“, „Панорама“, „Съвременник“ и „Lettre Internationale“. След смъртта му е отпечатана единствената му стихосбирка, „Това-онова“ (2016), в която са публикувани първите по хронология варианти на многократно редактираните текстове.